# 의원군 (1520년)
의원군 이억(義原君 李億, 1520년 ~ 1544년 11월 11일)은 조선의 왕족 종실이다.

## 일생

### 생애
1525년 의원부정(義原副正)에 책봉되었고 1542년 의원군(義原君)에 진봉되었다. 생전에 기품이 온화하고 화목한 효성이 지극하여 직방종족들의 자자한 칭찬을 받았지만 갑작스레 병에 걸려, 작은할아버지 중종이 훙서하기 며칠 전인 1544년 11월 11일에 향년 25세로 타계하였다.